# 沃倫 (伊利諾伊州)
沃倫（英語：Warren）是位於美國伊利諾伊州喬戴維斯縣的一個村落。

## 地理
沃倫的座標為42°29′44″N 89°59′25″W / 42.49556°N 89.99028°W，而該地最高點為海拔高度299米（即981英尺）。

## 人口
根據2010年美國人口普查的數據，沃倫的面積為2.67平方千米，當中陸地面積為2.67平方千米，而水域面積為0.00平方千米。當地共有人口1428人，而人口密度為每平方千米534人。